# 耳石

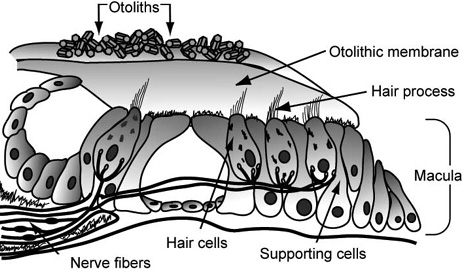
人类耳石位置示意图

耳石（otolith）或耳砂（otoconium），又称平衡石（statolith）、平衡砂（statoconium），是脊椎動物内耳或无脊椎动物耳囊中的碳酸鈣結晶（霰石）。是前庭系统的组成部分，位于耳前庭的橢圓囊及球狀囊中。橢圓囊與水平直線加速度有關；球狀囊與垂直加速度有關，均屬於靜態平衡。在耳石膜中的耳石晶體附著在膠質覆膜上，比周圍組織重，因此在定向加速度時會發生位移，導致毛細胞的纖毛束轉向，產生感覺訊號。大部份橢圓囊產生的訊號是由眼球運動所觸發，而大部份球狀囊所產生的訊號則是反應出控制人體姿勢的肌肉運動。
硬骨魚類的耳石，又名魚石，在魚類形態學研究尤為重要，主要是藉其物種辨識能力，應用於魚類物種的族群管理、魚類掠食者的食性分析，以及重建古魚類等各項功能。這是由於耳石形態的專一性。另外，中藥材的魚腦石就是黃花魚的魚首石。

## 參閱
- 膜迷路
- 柯蒂氏器

## 外部連結
- 臺灣魚類耳石典藏